# Venturia peringueyi
Venturia peringueyi är en stekelart som först beskrevs av Cameron 1906.  Venturia peringueyi ingår i släktet Venturia och familjen brokparasitsteklar. Inga underarter finns listade i Catalogue of Life.